# Palazzo Correa
Palazzo Correa, znany też jako Casa Correa, Correa de Sousa Palace lub Palazzo Hompesch – XVII-wieczny pałac w Valletcie na Malcie, stojący kiedyś przy Old Bakery Street na skrzyżowaniu z Old Theatre Street. Budynek manierystyczny według projektu maltańskiego architekta Carlo Gimacha, był pierwszy w tym stylu w Valletcie i przez to bardzo nietypowy w owym czasie.
Zniszczony bombardowaniem w czasie II wojny światowej, nigdy nie odbudowany.

## Historia
Zbudowany w roku 1689 przez Fra Antonio Correa de Sousa Montenegro, jako rezydencja. W roku 1732 sprzedany Manoel Foundation, w latach 1787–1798 wynajmowany Wielkiemu Mistrzowi Ferdinandowi von Hompesch. W latach 1802–1803, podczas pokoju w Amiens, pałac gościł francuskiego ministra na Malcie, generała Vial.
Od roku 1821 pałac był rezydencją Johna Hookhama Frere i jego żony Elizabeth Jemima, wdowy po hrabim Erroll. Gospodarze pałacu opiekowali się osieroconą dziewczynką o imieniu Statyra Livedestro, którą Frere uratował w Grecji.
Pod koniec XIX wieku pałac był główną rezydencją markiza Emmanuele Scicluny, prezydenta La Borsa (Maltańskiej Izby Handlu, Przedsiębiorczości i Przemysłu).

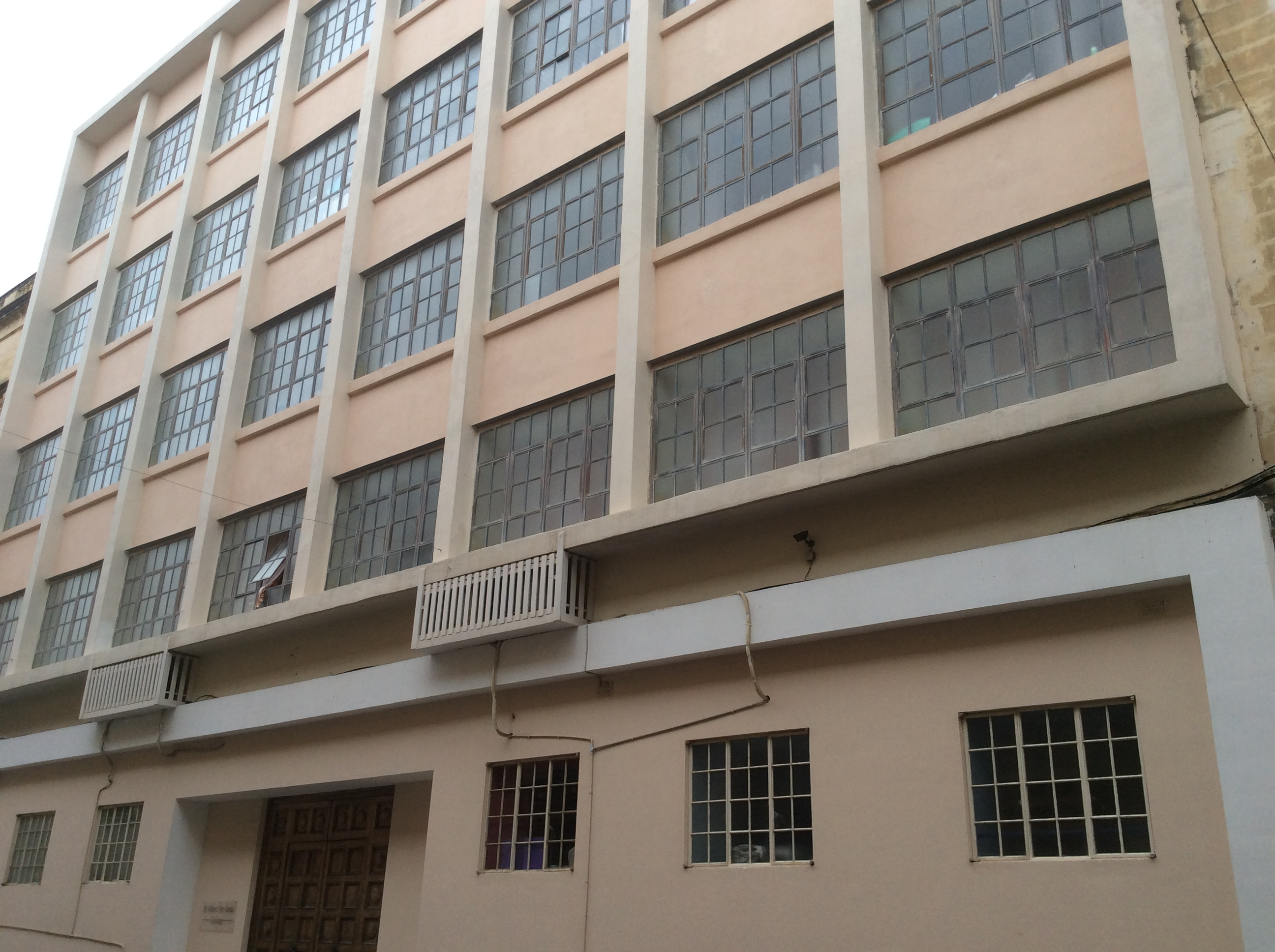
St Albert the Great College

Budynek pałacu został zniszczony podczas niemieckiego bombardowania lotniczego w roku 1942, podczas II wojny światowej. Na jego miejscu zbudowano St Albert the Great College.

## Architektura
Był to imponujący budynek zbudowany na trzech poziomach, z półpiętrem między parterem a pierwszym piętrem. Jak zwykle w tym okresie, parter wynajmowano na sklepy, stajnie i
inne usługi. Architektura pałacu zapowiadała bardziej florystyczne i zdobione style XVIII-wiecznej Valletty. Pominięto narożne pilastry, a dwa nakładające się na siebie style architektoniczne, dorycki i joński, ukazane były być może po raz pierwszy na elewacji prywatnego budynku mieszkalnego na Malcie. Dekoracja elewacji, zwłaszcza części centralnej, która zajmowała wysokość dwóch pięter, była cechą wyprzedzającą swoje czasy.